# Sebastian Haseney
Sebastian Haseney (Suhl, RDA, 27 de agosto de 1978) es un deportista alemán que compitió en esquí en la modalidad de combinada nórdica.
Ganó dos medallas de plata en el Campeonato Mundial de Esquí Nórdico, en los años 2005 y 2007. Participó en dos Juegos Olímpicos de Invierno, en los años 2002 y 2006, ocupando el sexto lugar en Turín 2006, en el trampolín normal + 15 km.

## Palmarés internacional
| Campeonato Mundial | Campeonato Mundial    | Campeonato Mundial | Campeonato Mundial       |
| Año                | Lugar                 | Medalla            | Prueba                   |
| ------------------ | --------------------- | ------------------ | ------------------------ |
| 2005               | Oberstdorf (Alemania) | Medalla de plata   | TN + 4 × 5 km por equipo |
| 2007               | Sapporo (Japón)       | Medalla de plata   | TN + 4 × 5 km por equipo |